# Мердок (город, Миннесота)
Мердок (англ. Murdock) — город в округе Суифт, штат Миннесота, США. На площади 1,5 км² (1,5 км² — суша, водоёмов нет), согласно переписи 2002 года, проживают 303 человека. Плотность населения составляет 207,9 чел./км².
- Телефонный код города — 320
- Почтовый индекс — 56271
- FIPS-код города — 27-44818[1]
- GNIS-идентификатор — 0648389[2]